# Pristimantis ashkapara
Pristimantis ashkapara är en groddjursart som först beskrevs av Köhler 2000.  Pristimantis ashkapara ingår i släktet Pristimantis och familjen Strabomantidae. IUCN kategoriserar arten globalt som sårbar. Inga underarter finns listade i Catalogue of Life.